# Osa (poloostrov)

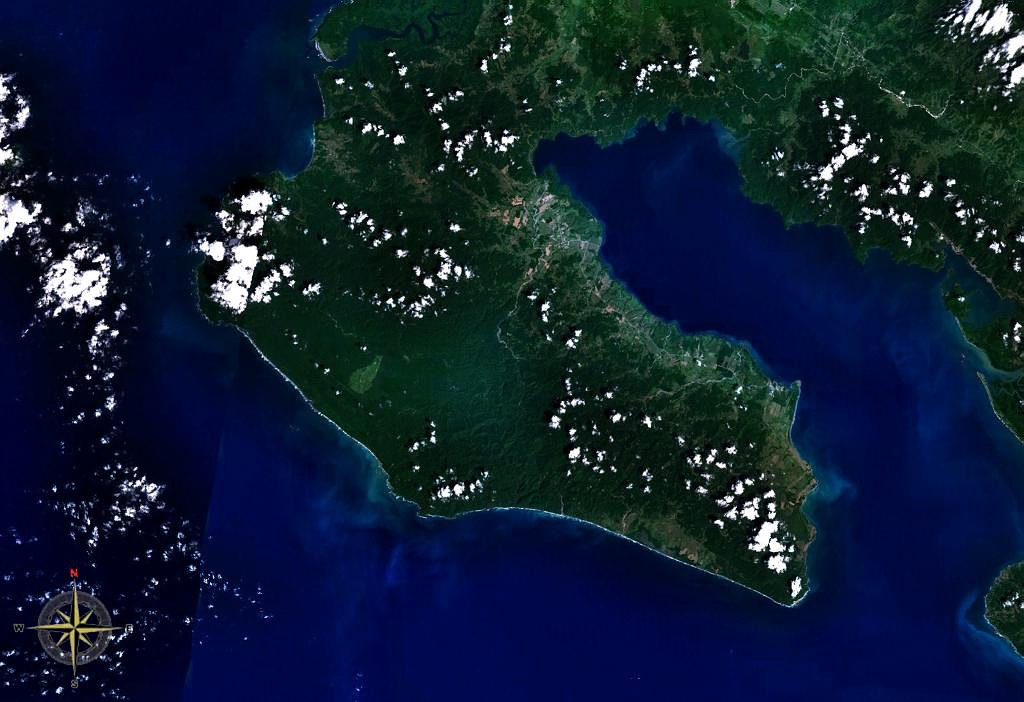
Satelitní snímek poloostrova

Osa je po poloostrově Nicoya druhým největším poloostrovem Kostariky. Nachází se v jižní části státu v provincii Puntarenas. I přes relativně nevelkou rozlohu patří Osa k regionům světa s největší biodiverzitou. Vyskytují se tu ekosystémy pobřežních mokřadů a nížinných i horských deštných lesů. Většinu poloostrova pokrývá několik chráněných území – 5. nejrozlehlejší kostarický národní park Corcovado (42 438 ha) a několik lesních rezervací.

## Fotogalerie

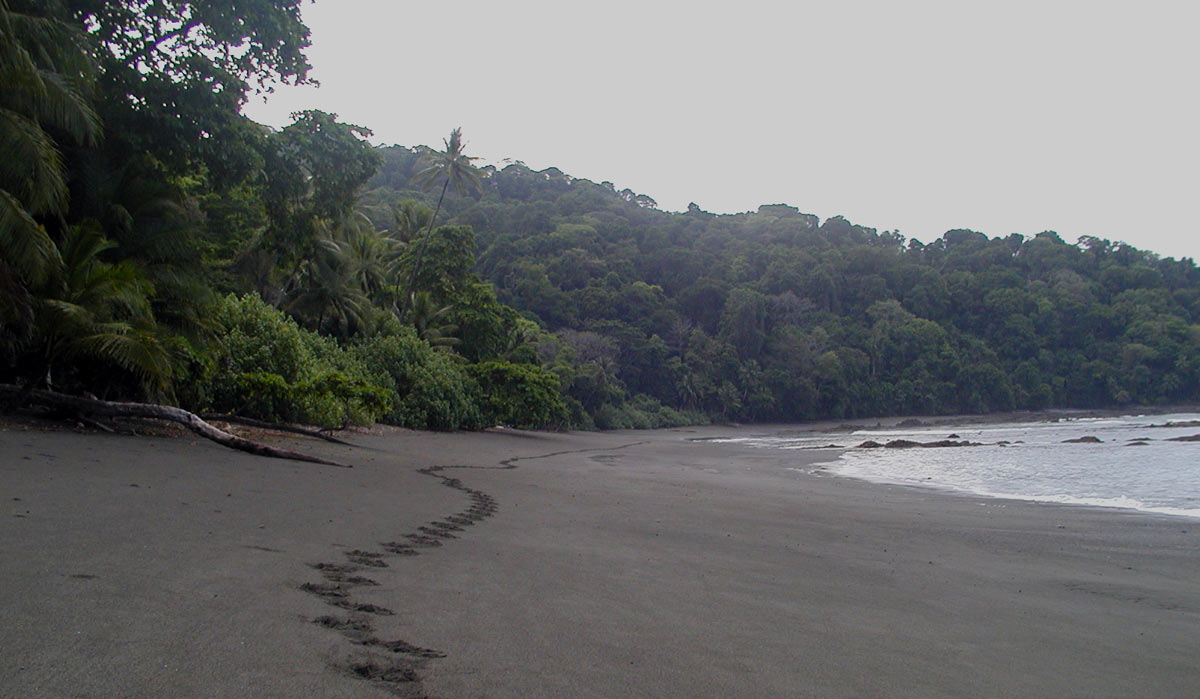
Národní park Corcovado
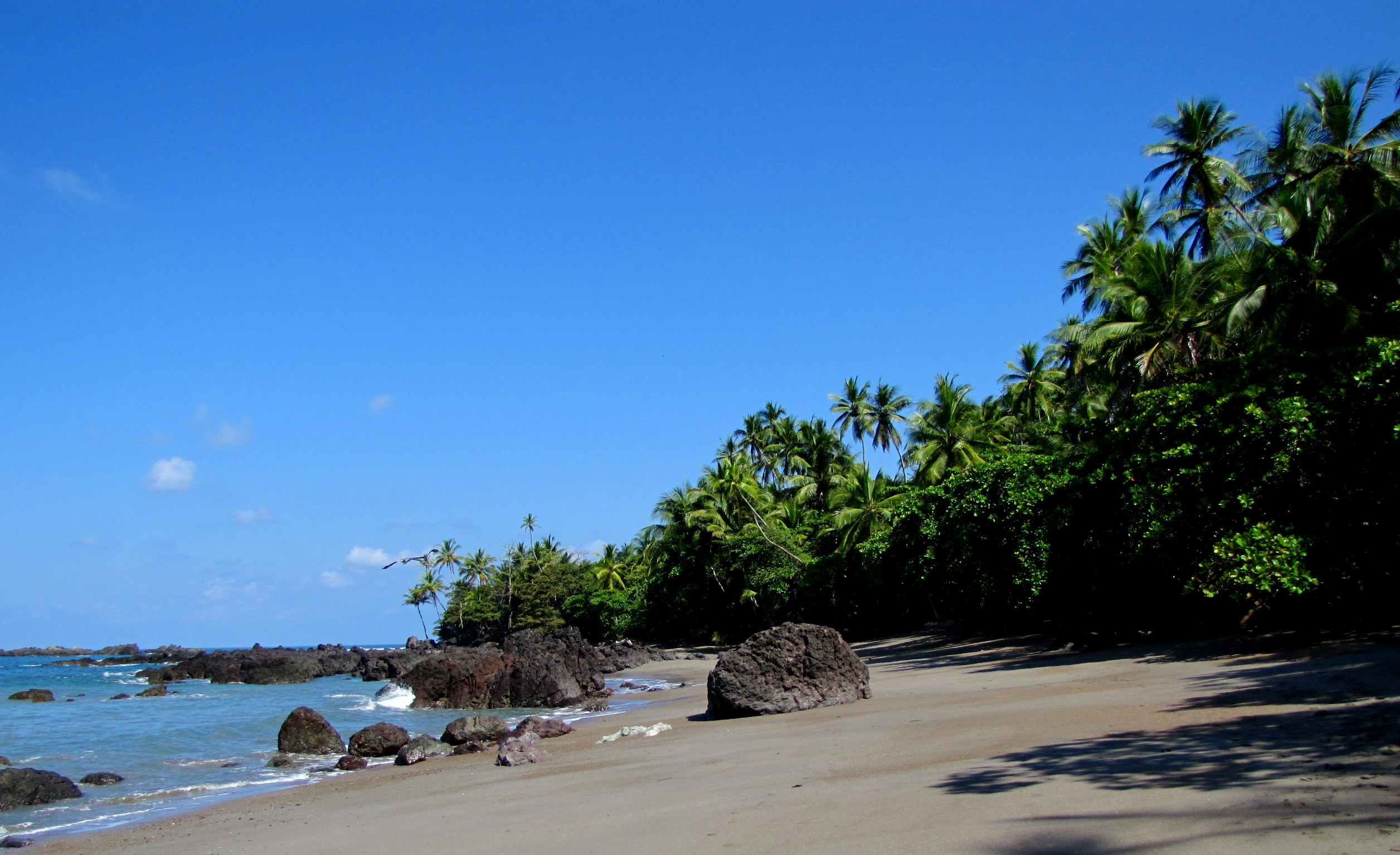
Národní park Corcovado